# Палата спортова Покрајине Мадрид
Палата спортова покрајине Мадрида (шп. Palacio de Deportes de la Comunidad de Madrid), од новембра 2016. године из спонзорских разлога позната и као Визинк центар, је затворена вишенаменска спортска дворана која се налази у Мадриду. Њен капацитет је 15.500 посетилаца.
Претходна зграда је уништена у пожару 2001. Архитекте Енрике Хермосо и Палома Хуидобро су пројектовали нову дворану која је изграђена на истом месту.
Дворана је била домаћин Европског првенства у атлетици у дворани 2005., завршнице Европског првенства у кошарци 2007. и завршнице Евролиге 2008.